# دهستان تشان شرقی
دهستان تشان شرقی نام دهستانی در بخش تشان شهرستان بهبهان، استان خوزستان در ایران است. براساس سرشماری مرکز آمار ایران در سال ۱۳۸۵، جمعیت آن ۹۶۵۶ نفر (۱۹۹۲ خانوار) بوده‌است.